# Phrixa nasuta
Phrixa nasuta är en insektsart som beskrevs av Carl Stål 1874. Phrixa nasuta ingår i släktet Phrixa och familjen vårtbitare. Inga underarter finns listade i Catalogue of Life.